# ماكسيمو رولون
ماكسيمو رولون (بالإسبانية: Máximo Rolón)‏ هو لاعب كرة قدم ومدرب كرة قدم باراغواياني في مركز الهجوم، ولد في 18 نوفمبر 1934 في أسونسيون في باراغواي. لعب مع إيفرتون دي فينا ديل مار.